# Бровник
Бровник, Боровник — річка в Україні, у Звягельському районі Житомирської області. Права притока Малої Глумчи (басейн Прип'яті).

## Опис
Довжина річки 13 км. Висота витоку річки над рівнем моря — 201 м; висота гирла над рівнем моря — 195 м; падіння  річки — 6 м; похил річки — 0,47 м/км. Формується з багатьох безіменних струмків. Площа басейну 81 км².

## Розташування
Бровник бере початок на північному заході від села Сергіївка. Спочатку тече на північний захід, а потім на північний схід у межах сіл Велика Глумча, Малоглумчанка, Мала Глумча. На південній околиці села Паранине впадає в річку Малу Глумчу, притоку Уборті.
У книгах і на мапах кінця XIX - початку XX ст. вказується, що за цим маршрутом протікає річка Глумча, а назву "Бровник" має її права притока, яка на сучасних картах позначена як Глумчик.

## Іхтіофауна Бровники
У річці водяться бистрянка звичайна , щука звичайна, карась звичайний, окунь, пічкур та плітка звичайна.

## Притоки
- Глумчик - права притока у Звягельському районі. Бере початок на північно-західній стороні від села Запруда. Тече переважно на північ, у межах села Мала Глумча впадає в річку Бровник.[2]